# Дерцбах
Дерцбах (њем. Dörzbach) општина је у њемачкој савезној држави Баден-Виртемберг. Једно је од 16 општинских средишта округа Хоенлое. Према процјени из 2010. у општини је живјело 2.426 становника. Посједује регионалну шифру (AGS) 8126020.

## Географски и демографски подаци
Дерцбах се налази у савезној држави Баден-Виртемберг у округу Хоенлое. Општина се налази на надморској висини од 242 метра. Површина општине износи 32,4 km². У самом мјесту је, према процјени из 2010. године, живјело 2.426 становника. Просјечна густина становништва износи 75 становника/km².